# Werner Tietze
Werner Tietze (* 8. September 1940 in Kauffung, Kreis Goldberg, Provinz Niederschlesien; † 8. August 2013 in Berlin) war ein deutscher Schauspieler, Regisseur und Drehbuchautor.

## Leben
Tietze absolvierte bis 1965 ein Schauspielstudium in Berlin und war anschließend ein Jahr lang am Theater Senftenberg engagiert. Es folgte ein Engagement am Deutschen Theater Berlin sowie ab den 1970er-Jahren ein Engagement an der Berliner Volksbühne unter anderem unter Regisseur Benno Besson.
Tietze war ab den 1970er-Jahren auch im Fernsehen der DDR und in DEFA-Kinofilmen zu sehen. Seine erste Kinorolle übernahm er 1970 als Dr. Sommer im Film Dr. med. Sommer II. Einem größeren Fernsehpublikum wurde er ab 1978 als Leutnant Woltersdorf in der Kriminalfilmreihe Polizeiruf 110 bekannt. Ab 1991 arbeitete Tietze als freischaffender Schauspieler und war Ende der 1990er-Jahre als Regisseur am Landestheater Schleswig tätig.

## Filmografie (Auswahl)
- 1967: Die Räuber (Fernsehfilm)
- 1969: Der Staatsanwalt hat das Wort: Die Falschmeldung (TV-Reihe)
- 1970: Dr. med. Sommer II
- 1971: Avantgarde (Theateraufzeichnung)
- 1971: Song International (Dokumentarfilm, Sprecher)
- 1972: Laut und leise ist die Liebe
- 1973: Die sieben Affären der Doña Juanita (vierteiliger Fernsehfilm)
- 1973: Nachtredaktion (Fernsehspiel)
- 1973: Ewa – Ein Mädchen aus Witunia (Dokumentarfilm, Sprecher)
- 1974: Rückkehr als Toter (TV)
- 1974–1977: Der Leidensweg (Хождение по мукам)
- 1977: Schach von Wuthenow (Fernsehfilm)
- 1978: Polizeiruf 110: Holzwege (TV-Reihe)
- 1978: Polizeiruf 110: Bonnys Blues
- 1978: Polizeiruf 110: Doppeltes Spiel
- 1978: Polizeiruf 110: Schuldig
- 1979: Plantagenstraße 19 (TV)
- 1979: Gelb ist nicht nur die Farbe der Sonne (TV)
- 1979: Polizeiruf 110: Die letzte Fahrt
- 1980: Polizeiruf 110: Vergeltung?
- 1980: Polizeiruf 110: Der Einzelgänger
- 1981: Bürgschaft für ein Jahr
- 1985: Zwei Nikoläuse unterwegs
- 1987: Einzug ins Paradies (Fernsehserie)
- 1988: Der Kaiser und der Schuster (Drehbuch)
- 1988: Passage
- 1988: Wir sind fünf
- 1988: Polizeiruf 110: Amoklauf
- 1988: Schauspielereien: A und O – Geschichten mit dem Auto, Jetzt kommt Karli (Regisseur)
- 1989: Die gläserne Fackel
- 1990: Mäuselaufrad (Regisseur)
- 1990: Polizeiruf 110: Das Duell
- 1991: Letzte Liebe (Fernsehfilm)
- 1991: Polizeiruf 110: Das Treibhaus
- 1991: Polizeiruf 110: Mit dem Anruf kommt der Tod
- 1991: Trutz
- 1993: Elefant im Krankenhaus
- 1993: Polizeiruf 110: und tot bist du
- 1993: Ein Bayer auf Rügen (Fernsehserie)
- 1993: Tatort: Tod einer alten Frau
- 1993: Tatort: Amoklauf
- 1993–1995: Unser Lehrer Doktor Specht (Fernsehserie)
- 1993–1996: Immer wieder Sonntag (Fernsehserie)
- 1995: Polizeiruf 110: Bruder Lustig
- 1996: SK-Babies (Fernsehserie)
- 1997: Liebling Kreuzberg: Der Bauch eines Richters
- 1998: Stubbe – Von Fall zu Fall: Stubbe und das fremde Mädchen (Fernsehserie)

## Theater

### Schauspieler
- 1964: William Shakespeare: Romeo und Julia – Regie: Ulf Reiher (Theater der Bergarbeiter Senftenberg)
- 1966: Molière: Tartüff (Dauphin) – Regie: Ulf Reiher (Theater der Bergarbeiter Senftenberg)
- 1967: John Millington Synge: Kesselflickerhochzeit (Kesselflicker) – Regie: Klaus Tews (Volksbühne Berlin – Theater im 3. Stock)
- 1967: Sean O’Casey: Das Ende vom Anfang (Barry) – Regie: Klaus Tews (Volksbühne Berlin – Theater im 3. Stock)
- 1967: Helmut Baierl: Mysterium Buffo – Variante für Deutschland (Tempelhüter) – Regie: Wolfgang Pintzka (Volksbühne Berlin)
- 1967: Friedrich Schiller: Kabale und Liebe (Ferdinand) – Regie: Hans-Joachim Martens (Volksbühne Berlin)
- 1968: William Shakespeare: Die lustigen Weiber von Windsor – Regie: Harald Engelmann/Hans-Joachim Martens/Volkmar Neumann (Volksbühne Berlin)
- 1968: Carl Sternheim: Die Kassette (Alfons Seidenschnur, Fotograf) – Regie: Horst Drinda (Deutsches Theater Berlin – Kammerspiele)
- 1969: Günther Rücker: Der Herr Schmidt (Hilfsbeamter Leutnant Greif) – Regie: Friedo Solter (Deutsches Theater Berlin)
- 1969: Hans Lucke: Mäßigung ist aller Laster Anfang (Brigademitglied) – Regie: Uta Birnbaum/Friedo Solter (Deutsches Theater Berlin – Kammerspiele)
- 1969: Günther Rücker: Der Nachbar des Herrn Pansa (Bauernführer) – Regie: Friedo Solter (Deutsches Theater Berlin)
- 1970: Horst Kleineidam: Barfuß nach Langenhanshagen (Zimmervermieterin und Herr Müller aus München) – Regie: Horst Hiemer (Deutsches Theater Berlin – Kammerspiele)
- 1970: Walentin Katajew: Avantgarde (Fedja) – Regie: Fritz Marquardt (Volksbühne Berlin)
- 1971: Friedrich Schiller: Die Räuber (Spiegelberg) – Regie: Manfred Karge/Matthias Langhoff (Volksbühne Berlin)
- 1971: Bertolt Brecht: Der gute Mensch von Sezuan (Schreiner Lin To) – Regie: Benno Besson (Volksbühne Berlin)
- 1971: Carlo Gozzi: König Hirsch – Regie: Benno Besson/Brigitte Soubeyran (Volksbühne Berlin)
- 1972: Tirso de Molina; Don Gil von den grünen Hosen (Don Juan) – Regie: Brigitte Soubeyran (Volksbühne Berlin)
- 1973: André Müller: Das letzte Paradies (Dr. Kessel) – Regie: Benno Besson (Volksbühne Berlin)
- 1973: Peter Hacks: Margarete in Aix – Regie: Benno Besson (Volksbühne Berlin)
- 1974: Regina Weicker: Die Ausgezeichneten – Regie: Ernstgeorg Hering (Volksbühne Berlin – Sternfoyer)
- 1974: István Örkény: Familie Tót (Prof. Cipriani, Nervenarzt) – Regie: Kollektiv (Volksbühne Berlin)
- 1975: Carlo Gozzi: Das schöne grüne Vögelchen (Pantalone) – Regie: Ernstgeorg Hering/Helmut Straßburger (Volksbühne Berlin)
- 1975: Heiner Müller: Die Schlacht, Szenen aus Deutschland – Regie: Manfred Karge/Matthias Langhoff (Volksbühne Berlin)
- 1978: Tibor Déry: Fiktiver Report über ein amerikanisches Popfestival – Regie: Hans-Dieter Meves (Volksbühne Berlin)
- 1979: Fred Wander: Der Bungalow – Regie: Erhard Marggraf (Volksbühne Berlin – Theater im 3. Stock)
- 1979: Ferenc Molnár: Liliom (Maries Bräutigam Hugo) – Regie: Brigitte Soubeyran/Irene Böhme (Volksbühne Berlin)
- 1980: Ivan Radoev: Die Menschenfresserin (Grabredner) – Regie: Fritz Bornemann (Volksbühne Berlin)
- 1980: Georg Kaiser: Von morgens bis mitternachts – Regie: Uta Birnbaum (Volksbühne Berlin)
- 1985: Eldar Rjasanow/Emil Braginsky: Garage (Sidorin) – Regie; Harald Warmbrunn (Volksbühne Berlin)
- 1986: Tadeusz Różewicz: Der komische Alte (Titelrolle) – Regie: Peter Lange (Volksbühne Berlin – Theater im 3. Stock)
- 1987: Michail Bulgakow: Der Meister und Margarita (Conférencier) – Regie: Siegfried Höchst (Volksbühne Berlin)
- 1987: Gerhart Hauptmann: Der rote Hahn (von Wehrhahn, Amtsvorsteher) – Regie: Ernstgeorg Hering/Helmut Straßburger (Volksbühne Berlin)
- 1988: Neil Simon: Der letzte der feurigen Liebhaber (Barney Silberman) – Regie: Klaus Mertens (Volksbühne Berlin – Sternfoyer)
- 1989: Michail Bulgakow: Hundeherz (Mitglied des Hauskomitees) – Regie: Horst Hawemann (Volksbühne Berlin)
- 1991: Eugène Labiche: Das Sparschwein (Baucanton, Steuereinnehmer) – Regie: Siegfried Höchst (Volksbühne Berlin)

### Regisseur
- 1973: Heinrich Henkel: Eisenwichser (Volksbühne Berlin – Theater im 3. Stock)
- 1978: Roehricht/Bartsch/Wendt:  Was soll das Theater – Regie mit Hasso von Lenski (Das Ei im alten Friedrichstadt-Palast Berlin)
- 1981: Molère: Der Geizige (Volksbühne Berlin)
- 1981: Ferdinand Bruckner: Die Verbrecher (Volksbühne Berlin)
- 1982: Konstantin Simonow: Das sogenannte Privatleben (Volksbühne Berlin – Theater im 3. Stock)
- 1983: Carlo Goldoni: Der Klatsch (Volksbühne Berlin)
- 1984: Albert Wendt: Mein dicker Mantel & Prinzessin Zartfuß und die sieben Elefanten (Volksbühne Berlin – Theater im 3. Stock)
- 1987: Felicitas Loewe/Brigitte Spiegel/Werner Tietze: Der Kaiser und der Schuster. Prozeßberichte und Zeitdokumente zum Fall: Der Hauptmann von Köpenick (Volksbühne Berlin – Sternfoyer)
- 1989: Sławomir Mrożek: Emigranten (auch Rolle als AA) – Regie mit Richard Engel (Volksbühne Berlin – Theater im 3. Stock)
- 1991: William Shakespeare: Die Komödie der Irrungen (Volksbühne Berlin)
- 1997: Friedrich Dürrenmatt: Frank der V. (Landestheater Schleswig)
- 1997: Carl Zuckmayer: Der Hauptmann von Köpenick (Landestheater Schleswig)
- 1998: Johann Nestroy: Der Schützling (Landestheater Schleswig)

## Hörspiele
- 1974: Hans-Jürgen Bloch: Nicht nur tausendjährige Eichen (Hans) – Regie: Joachim Staritz (Hörspiel – Rundfunk der DDR)
- 1976: Antonio Skármeta: Die Suche – Regie: Joachim Staritz (Hörspiel – Rundfunk der DDR)
- 1989: Gerhard Rentzsch: Szenen vom Lande – Regie: Karlheinz Liefers (Hörspielreihe: Augenblickchen Nr. 1 – Rundfunk der DDR)